# إليزابيث لورا آدامز
إليزابيث لورا آدامز (بالإنجليزية: Elizabeth Laura Adams)‏ هي كاتِبة أمريكية، ولدت في 1909، وتوفيت في 1982.